# نواف العتيبي (لاعب كرة قدم سعودي)
نواف العتيبي (مواليد 22 سبتمبر 1993) هو لاعب كرة قدم سعودي يلعب حاليًا في نادي الدرعية.
كانت بداياته مع نادي الشعلة وفي عام 2013 انتقل إلى نادي النصر لتمثيل الفريق الأولمبي إلى عام 2015 و بعدها لعب مع نادي المجزل ونادي هجر ونادي النهضة ونادي الساحل ونادي الدرعية.

## روابط خارجية
- نواف العتيبي على موقع Soccerway.com (الإنجليزية)
- نواف العتيبي على موقع كووورة